# Feliks Otłowski
Feliks Otłowski (ur. 28 października 1901 w Chojnowie, zm. 18 stycznia 1942 w Mauthausen-Gusen) – nauczyciel.
Syn rolników Mateusza i Anny z Szymanowiczów. Brat Stanisława, Franciszka, Józefa, Heleny (Zdanowskiej), Władysława i Jana. Ojciec był jednym ze współpracowników Stanisława Chełchowskiego w krzewieniu wiedzy rolniczej na wsi przasnyskiej.
Uczył się w szkole rządowej w Węgrze, następnie w szkole parafialnej w Czernicach. W 1924 ukończył seminarium nauczycielskie w Mławie i we wrześniu tegoż roku rozpoczął pracę jako nauczyciel języka polskiego w szkole powszechnej w Przasnyszu. Kierował następnie Dokształcającą Szkołą Zawodową i uczył gimnastyki w przasnyskim gimnazjum. Ukończył Wyższy Kurs Nauczycielski, był członkiem Związku Nauczycielstwa Polskiego. W 1936 ożenił się z Janiną Kwietniewską.
Żołnierz Września 1939 r., dostał się w Lubelskiem do niewoli niemieckiej, z której zbiegł. Powrócił do Przasnysza. Aresztowany przez Niemców 10 listopada i wkrótce zwolniony, ukrywał się w okolicach miasta. Nawiązał kontakt z Komendą Obrońców Polski, rozpoczynając działalność konspiracyjną. Aresztowany ponownie 10 kwietnia 1940, przeszedł przez niemiecki obóz koncentracyjny Soldau (KL) w Działdowie, następnie przez miesięczną kwarantannę w obozie koncentracyjnym Dachau (KL). Później trafił do obozu w Mauthausen-Gusen. Był stamtąd kilkakrotnie przewożony do Polski na rozprawy sądowe w charakterze świadka. Według urzędowych dokumentów obozowych zginął w Gusen 18 stycznia 1942.